# Haft Tape
Haft Tape – wieś w Iranie, w ostanie Chuzestan. W 2006 roku miejscowość liczyła 382 mieszkańców.